# International Moth
International Moth (mothjolle, moth-jolle, moth-segling) är en segeljolleklass. Ursprunget kommer dels från Australien 1928 (Inverloch) och dels från USA 1929 (Atlantic City) där man byggde jollar med liknande mått och prestanda. 1935 skapades det internationella förbundet för Mothjollen, International Moth Class Association, IMCA. 
Mothjollen är en konstruktionsklass där enbart få mått och få begränsningar är angivna och den har under åren utvecklats till en tekniskt avancerad och snabb segeljolle. Mothen byggs idag av många av seglarna själva men det finns även ett antal olika professionella båtbyggare som bygger sin typ av Moth till försäljning. 

## Mått
- Max längd: 3.355 m

- Max bredd: 2.250 m
- Max mastlikslängd: 5.185 m
- Max mastlängd: 6.250 m
- Max segelyta: 8.25 m²

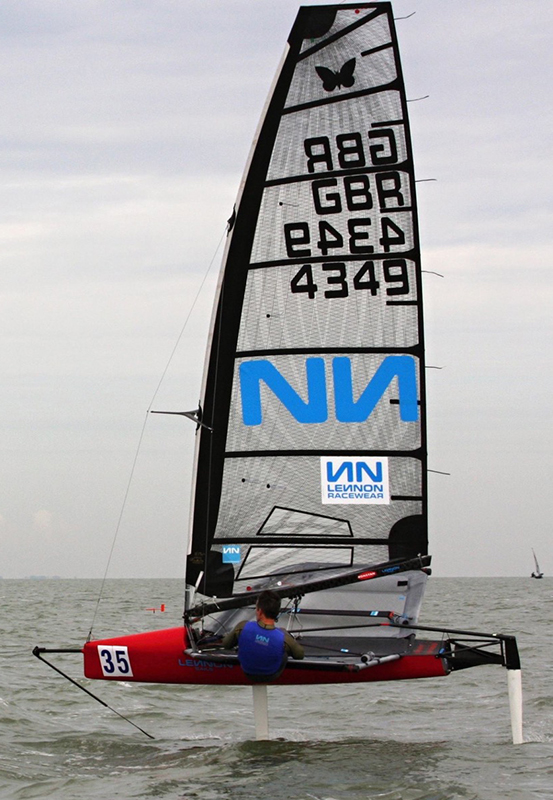
Exocet International Moth

- Skrovvikt: Ingen minimivikt, skrovvikt generellt 10-20 kg
- Vikt segelklar: Ingen minimivikt, generellt 26-30 kg
- Begränsningar: Mothen får inte vara flerskrovig, får inte vara en windsurfingbräda (masten får inte stagas av rorsman), man får inte använda trapets eller ha en rörlig släde/vinge.

## Historia
1928 konstruerade Len Morris i Australien en jolle med liknande längd som dagens Mothjolle. Under kort tid konstruerades ytterligare två båtar och med tre båtar hade man en fleet så att man kunde kappsegla. Ungefär samtidigt, 1929, konstruerade van Sant en jolle i New Jersey, USA med liknande mått i en klass som han kallade the American Moth Boat. 1933 läste man i Australien om dessa båtar, insåg likheten och döpte om typen av sina joller till Moth. 1935 döptes det amerikanska förbundet American Moth Boat om till International Moth Class Association, ett namn som fortfarande används av det internationella förbundet för Mothklassen. 
Även i England skapades jollar inom Mothklassen i början av 1930-talet, men där var det då inte en konstruktionsklass utan en designklass.
Efter andra världskriget tog man i Europa efter klassreglerna som användes i USA och började designa egna båtar. I början av 1960-talet var den vinnande konstruktionen Europamothen. Den blev så populär att den blev en egen klass. Europamothen blev Europajollen, E-jollen, en stor klass som bland annat har använts som olympisk båt för damer 1992-2004.  Under 1960-talet var fortfarande inte Australiensarnas Mothklass densamma som den som användes i Europa och USA och då man ville segla i samma regattor så började diskussionen om att slå ihop klasserna 1965 vilket ledde till en sammanslagning och det formella bildandet av IMCA på internationell nivå 1971. Då ändrades även några av reglerna som exempelvis att man får använda löst bomlik, en högre mast, fullattesegel och användandet av vingar som användes i Australien. Svenska framgångar på kappseglingsbanorna nåddes av Lennart Lind som 1967 vann Europamästerskapet i Travemunde. Bo Hård av Segerstad nådde också framskjutna placeringar.
Under 1970-talet var det två olika typer av Mothar som seglades, dels scowar, med breda skedliknande förar med platta bottnar och dels skiffar med rak stäv och smalare båtar. Scowen ansågs som snabbare i hårdvind medan skiffen ansågs snabbare mellanvind. I Sverige fanns dessutom väldigt rundbottnade Mothar som var mycket snabba i väldigt lätta vindar. Spjutet var en av dessa båtar som hade stor framgång i lättvindsrace under ett antal år på 80-talet, seglade av Rolf Wiegurd och Ulf Bowallius. Under 70-talets slut tog skiffarna över alltmer och nu är scowar sällsynta på kappseglingar. 
1980-talet bjöd på utveckling inom många områden. Dels blev skroven smalare och kantigare och dels så tog exotiska byggnadsmaterial över. Bland annat byggdes ett flertal båtar i Kevlar med Airex som distansmaterial här i Sverige och med användande av kolfiber på speciellt utsatta platser. En väl använd och mycket framgångsrik design som spreds från England var Magnum. För varje år så utvecklades Magnumkonceptet med Magnum Mk II, III, IV, V, VI, VII, VIII, IX och X. Dessa båtar utvecklades och byggdes av John Claridge i Lymington, England. Senare kom Axeman från Bloodaxe boats, Andrew Paterson. I Sverige tog man efter och bland konstruktionerna finns Viking och Magic 11 från Mats och Per Hedlund och Kalle Kanin av Bertil Hunyadi. Svenska framgångar på kappseglingsbanan nåddes av Håkan Pettersson, tvåa på EM 1986 i Tyskland och Björn Hägerman, femma på VM 1987 i Sverige (Hunnebostrand) och Lars Marklund, femma på EM 1992 (Trälhavet). 
Designen har gradvis förändrats och skrovformen har från 70-talet fram tills nu blivit smalare och smalare. Nu är skroven ca 30 cm breda med en vattenlinjebredd på mindre än det. Seglandet sker ute på vingarna och balansen görs med hjälp av seglet. Vikten ligger på ca 35 kg. 

### Foiling
Mothjollen har legat och dominerar foilingen, det vill säga bärplanssegling. Bärplan testades tidigt med inom Mothklassen och det finns bilder redan från 1970 där man satte bärplan på en scow och olika typer av bärplan har testats av flera sedan dess. Bärplanen som då testades satt ute på vingarna och var oftast av V-typ. Inom Mothjollens konstruktionsregler säger man att flerskrovsbåtar inte är tillåtna och då man använder två bärplan på respektive sida vid vingarna kom i konflikt med den regeln började man testa med att ha ett bärplan på centerbordet, som ett upp och nervänt T, och ett på rodret. Den första konstruktionen av detta testades 2000, Brett Burville och därefter gick det snabbt. Det första världsmästerskapet som vanns av en foilande Moth var 2005, Rohan Veal. Idag är foilande Mothar totalt dominerande på stora mästerskap. Det har även fött ett behov av mer klassiska Mothar, ett arv som bland annat förs vidare i England av British Moth. 

## Svenska mästare genom tiderna
| År   | Mästare              | Mothtyp         | Plats                 |
| ---- | -------------------- | --------------- | --------------------- |
| 1997 | Lars Marklund        | Aussie Axeman   | Trälhavet             |
| 1996 | Lars Marklund, TBK   | Aussie Axeman   | Trälhavet, Åkersberga |
| 1995 | Tomas Sandström, TBK | Axeman 1        | Trälhavet             |
| 1994 | Lars Marklund        | Aussie Axeman   | Trälhavet             |
| 1993 | Björn Hägerman       | Aussie Axeman   | Trälhavet             |
| 1992 | Lars Marklund        | Axeman 1        | Stora Värtan          |
| 1991 | Lars Marklund        | Axeman 1        | Stora Värtan, FKI     |
| 1990 | Lars Marklund        | Magic 11        | Trälhavet             |
| 1989 | Mats Hedlund         | Magic 11        | Trälhavet             |
| 1988 | Dag Bölenius         | Magnum Turbo    | Horsfjärden           |
| 1987 | Björn Hägerman       | Magic 11        | Öregrund              |
| 1986 | Lars Marklund, TBK   | Womble          | Trälhavet             |
| 1985 | Björn Hägerman       | Magnum          | Jönköping             |
| 1984 | Bertil Hunyadi       | Kalle Kanin     | Trälhavet             |
| 1983 | Dag Bölenius         | Magnum          | Stora Värtan          |
| 1982 | Mats Hedlund         | Viking          | Trälhavet             |
| 1981 | Dag Bölenius         | Magnum          | Trälhavet             |
| 1980 | Mats Lindgren        | Super Ruter     | ?                     |
| 1979 | Dag Bölenius         | Chelsea Morning | Stora Värtan          |
| 1978 | Rolf Wiegurd         | Spjutet         | Jönköping             |
| 1977 | Rolf Wiegurd         | Spjutet         | Arvika                |
| 1976 | Mats Lindgren        | Super Ruter     | Horsfjärden           |
| 1975 | Rolf Wiegurd         | Spjutet         | Östhammar             |
| 1974 | ?                    | ?               | Falun                 |
| 1973 | Lennart Lind         | Lindmoth        | Trälhavet TBK         |
| 1972 | Bo Hård af Segerstad | Lindmoth        | Näsbyviken NBS        |
| 1971 | ?                    | ?               | Rastaholm             |
| 1970 | Bo Hård af Segerstad | Lindmoth        | Rånö                  |